# (695) Белла
(695) Белла (англ. Bella) — астероид главного пояса, который относится к спектральному классу S. Он был открыт 7 ноября 1909 года американским астрономом Джоэлом Меткалфом в Тонтонской обсерватории. Тиссеранов параметр относительно Юпитера — 3,388.